# Чистович Іларіон
Чисто́вич Іларіо́н (нар.1828—пом.1893) — російський історик Церкви родом з Калузької губернії, професор Петербурзької Духовної Академії.
У низці праць Чистович торкався історії української Церкви:
- (рос.)«Арсений Мациевич» (1861—1862),
- (рос.)«Неизданные проповеди С. Яворского» (1867),
- (рос.)«Ф. Прокопович и его время» (1868),
- (рос.)«Очерк истории западно-русской Церкви» (1882—1884),
- (рос.)«Состояніе Уніатской Церкви въ царствованіе имп. Николая I-го», («Православное ОбозрЂніе», ч. 5 — 6, 8, 1879).